# Ptilinopus greyii
Ptilinopus greyii é uma espécie de ave da família Columbidae.
Pode ser encontrada nos seguintes países: Nova Caledónia, Ilhas Salomão e Vanuatu.
Os seus habitats naturais são: florestas subtropicais ou tropicais húmidas de baixa altitude.